# Радзынь-Хелминьски (гмина)
Радзынь-Хелминьски (пол. Radzyń Chełmiński) — гмина (волость) в Польше, входит как административная единица в Грудзёндзский повет, Куявско-Поморское воеводство. Население — 4947 человек (на 2004 год).

## Сельские округа
1. Чечево
2. Дембенец
3. Гавловице
4. Голембево
5. Кнеблёво
6. Мазанки
7. Новы-Двур
8. Радзынь-Весь
9. Радзынь-Выбудоване
10. Рывалд
11. Стара-Руда
12. Шумилово
13. Закшево
14. Зельново

## Соседние гмины
1. Гмина Грудзёндз
2. Гмина Грута
3. Гмина Ксёнжки
4. Гмина Плужница
5. Гмина Свеце-над-Осой
6. Гмина Вомбжезьно